# 上海德比
上海德比泛指同属上海的两支职业足球队之间进行的比赛，传统上指上海申花参与的顶级联赛本地德比战，而上海申花的对手在历史上发生过多次变化。上海德比亦是中国足球职业化后的看点之一。
自2015年后，上海德比固定为上海海港与上海申花之间的较量，在近年伴随申花实力上升与海港外援的离队，上海德比更成为决定冠军归属的焦点赛，两队球员与两队球迷间时常爆发激烈冲突。

## 上海球队

### 现存
| 级别                         | 俱乐部                             |
| ---------------------------- | ---------------------------------- |
| 中国足球超级联赛             | 上海申花，上海海港                 |
| 中国足球甲级联赛             | 上海嘉定汇龙                       |
| 中国足球乙级联赛             | 上海海港B队                        |
| 中国足球协会会员协会冠军联赛 | 上海泽天、上海同济、上海赛更达橘橙 |

### 已合并
- 上海联城*#（并入上海申花）
- 上海豫园#（并入上海浦东）
- 上海体院二纺机（并入上海申花）
- 上海不夜城福豹（并入上海宝钢）
- 上海有线02（九运队，并入上海申花）
- 上海中邦（十二运队，并入上海上港）

### 已解散
- 上海浦东*#（迁出后解散）
- 上海申鑫*#
- 上海浦东中邦#（迁出后解散）
- 上海CTN中纺机
- 上海宝钢
- 上海碧云良千
- 上海维润（迁出后解散）
- 上海柯海
- 上海聚运动
- 上海申梵

注：上述已合并或已解散的俱乐部均参加过中乙或以上职业联赛，*表示参加过国内顶级联赛，#表示参加过国内次级联赛

## 历史概述

### 甲B德比（1996-1998）
中国足球联赛职业化后，第一次出现的上海同城球队在正式比赛中对抗在1996年，当时的上海浦东刚刚获得乙级联赛冠军，升入甲B，与上海豫园（原上海二队、上海大顺队）处于同一联赛。1996、1997两个赛季，豫园都是争取冲入甲A的甲B劲旅，成绩都好于中下游的上海浦东，双方也没有太多的利益冲突，当时也几乎没有上海德比的说法。1998年，豫园俱乐部连续改名和产权转让，最后垫底降级，球队整体被并入上海浦东，也结束了这种同城对抗。

### 中远升级、申花国际德比（2002-2004）
2001年，上海浦东被收购改名上海中远，同年聘请原上海申花第一任主教练徐根宝带队，提前一轮冲入甲A联赛，上海第一次出现了两支顶级联赛球队。2002年赛季开始前，上海中远用创中国足球转会纪录的转会费签下上海申花的绝对主力祁宏和申思，又说服在海外效力的原上海申花队长和头号球星范志毅回国效力，加上先后加盟的申花球员成耀东、吴兵、姚俊、朱琪，从人员号召力上全面挑战上海申花。而与此同时，上海申花在经历股权变更后，放弃了坚持六年的外教路线，解除了创始人郁知非的管理权，重新聘请去年上海中远的主教练徐根宝为主帅，并整体吸纳了徐根宝培养出的上海有线02的年轻球员，进行大换血。
2002年3月9日，同时经历了大换血的上海申花和上海中远在申花主场虹口足球场打响联赛第一轮，也是第一场真正意义上的上海德比，最终由多名原上海申花名将领衔的上海中远2：0客场取胜。申花新外援索尔·马丁内斯还因为报复中远队成耀东被红牌罚下，之后遭到中国足协禁赛。中远新核心申思在球队进球后激动的向摄像机镜头大喊申花主帅徐根宝的名字，以回应徐根宝之前一系列评价他和其他老队员的言论。申花中远德比也从此奠定了之后几年激烈的基调。这一年的联赛双方的成绩都不理想，不过最后上海中远以升班马取得第九名，而申花则从上届亚军跌落到队史迄今最差的第十二名。
2003年，申花和中远都以争夺末代甲A冠军为目标，在积分榜上几乎齐头并进，每一轮都成为德比的延伸。7月16日，中远在主场2：1战胜申花，取得德比三连胜，后卫小李明又将申花新援杨光铲成重伤，进一步激化情绪。之后上海中远改名更中立的名字上海国际，大有效仿米兰德比的意味。11月9日，申花在主场凭借张玉宁的帽子戏法4：1战胜上海国际，取得第一次德比胜利，同时在积分榜上反超对手一分。最终这一优势被保持到赛季末，上海申花夺冠，上海国际屈居亚军。这是中国足球历史上第一次由同一城市的球队包揽联赛冠亚军。
2004年，上海申花成绩出现滑坡，而上海国际则保持了去年的强势，最终国际夺得联赛季军，而申花仅名列第十。虽然成绩上均不如去年，但是德比的火爆则丝毫不减，甚至由于A3联赛在上海举行，双方还获得了额外的对抗机会，而且三场比赛出现了五张红牌。

### 中邦加入、沪上三足鼎立（2005）
2005年，上海国际对球队阵容进行调整，多名球星离队或被边缘化，号召力和成绩都出现严重落差。与此同时，刚刚升入中超的珠海中邦迁移到上海，使得这年的联赛出现了三支上海球队。不过虽然德比的次数增加，但是由于成绩上只有申花一枝独秀，各方面的竞争性则不如申花中远德比时期。其间虽也有中邦爆冷战胜申花的情况，但总体来说国际和中邦都逐渐无力与申花抗争。申花在联赛中第一次双杀上海国际，报了2002年被双杀的一箭之仇。

### 国际出走、申花联城德比（2006）
2006年赛季开始前，上海国际由于股权变更及对于球市的考虑等多种原因，决定迁往西安。上海中邦则被上海另一支甲级队上海九城的老板朱骏收购，改名上海联城。上海德比从形式上和实质上都开始淡化，申花和联城的两场比赛均以平淡无奇的平局告终。

### 申花联城合并、中甲德比（2009-2010）
2007年初，上海联城老板朱骏收购上海申花，将两支中超球队合并，并放弃了一个中超名额。至此，上海又只有一支顶级联赛球队。虽然迁往西安的国际在回到上海比赛时，仍然会由于其中的上海籍教练、队员引起一些关注，但总体德比的基础已经不复存在。
2009、2010年两个赛季，原上海九城在2008年辗转无锡之后，又回到上海，改名上海浦东中邦，与徐根宝在2002年执教失败后新培养起的上海东亚一起征战甲级联赛。不过两支球队并没有太出色的战绩，相互之间关系也属友好，并未重新激活德比的氛围。2010年赛季结束后，上海东亚和上海浦东中邦“资源互换”，上海东亚吸纳了中邦的主力球员继续征战甲级联赛，而上海中邦则与贵州智诚签订《资产转让合同书》，将原甲级联赛资格、球员及资产转让给贵州智诚足球俱乐部后以东亚梯队球员为主的十二运男足甲组球队参加乙级联赛，不再与上海东亚处于同一级别联赛。

### 衡源回归、申花申鑫德比（2012）
2012年2月27日，2003年闸北建队并曾在闸北体育场踢过一年乙级联赛的原上海衡源足球俱乐部宣布回迁起点上海，更名为上海申鑫足球队，主场优先考虑浦东源深体育中心体育场；后因赛程冲突（浦东源深体育中心体育场要承办橄榄球和射箭两项国际赛事），俱乐部主场设在金山足球场，从而使得上海时隔五年再次出现两支顶级联赛球队。上海申鑫在赛季前与上海申花的热身赛中即有原上海中远主力、上海籍球员王赟蹬踏申花外援波西奇、拳击申花后卫戴琳，最终引发双方球员群殴的情况，成为媒体一度关注的焦点。上海申鑫试图以本土化的理念吸引球迷与申花分庭抗争，此外衡源俱乐部同时提出将向南昌球迷提供免费球票和差旅补助的做法，与上海申花竞争在上海球市的一席之地。最终，两队赛季主场平均入场人数分别达到14,761人和11,597人，其主场平均入场人数之和高于以往任何一届中超联赛上海球队主场平均入场人数之和。

### 东亚圆梦、申城三分天下（2013-2015）
2012年9月29日，上海东亚客场3比0战胜哈尔滨毅腾后，提前三轮冲超成功。2012年12月28日，上港集团赞助上海东亚足球俱乐部。2013赛季，上海东亚足球俱乐部以“上海上港集团足球队”的名义，征战中超联赛。2012年11月，上海申鑫足球俱乐部注册地正式变更回上海，并在截止日之前完成了提交2013赛季中超准入材料的工作；继2012赛季初签下前上海国际中场核心及队长上海籍球员王赟，再度签下为上海申花效力11赛季出场260场联赛（队史上唯一超过185场）的队长上海籍球员于涛，以显示扎根上海的决心，此外，出于上海海派文化对蓝色的热衷，上海申鑫2013赛季、2014赛季的主场球衣改成蓝色以强调本土化，并将2013赛季主场迁回市区，落户浦东源深体育中心体育场。至此，上海再次出现了三支顶级联赛球队。最终，沪上三支球队申鑫、申花和上港分列第七至九名。
2014年1月30日，绿地集团与申花联盛足球俱乐部签署资产转让协议，绿地集团接手申花足球俱乐部资产。2014年2月6日，上海绿地集团召开媒体通气会，集团负责人宣布新赛季成立上海绿地足球俱乐部有限公司，球队名称为上海绿地申花足球队。2014赛季，由于浦東源深体育中心体育场顶棚需要整修，上海申鑫主场再度设在金山足球场。
2014年10月30日，上海绿地申花足球俱乐部证实，经过将近一年的努力，绿地集团已经正式走完了对上海申花联盛足球俱乐部所有的收购流程。2015年1月4日，“申花”两个字正式加入到俱乐部的名称当中，更名为上海绿地申花足球俱乐部。2014年11月18日下午15:00，上港集团举行上海上港集团足球俱乐部成立仪式，仪式上，上港集团宣布全资收购上海东亚足球俱乐部，俱乐部的领导班子、新队徽和新队服都一一揭晓，并宣布瑞典人、前英格兰国家队主帅将率队征战下赛季联赛。仪式上，上港集团方面向徐根宝颁发了聘书，聘请徐根宝为俱乐部总顾问。这次收购包含上港队的一线队、预备队和U-17梯队（97/98年龄段）的所有球员，但不包括U-15梯队（99/00年龄段）。此外，上港集团足球俱乐部与上海幸运星足球俱乐部签约，收购其97/98和99/00两个年龄段的球队，并与幸运星俱乐部成为战略合作伙伴，幸运星的优秀球员将优先输送到上港俱乐部。2014賽季的休賽期內，上海申鑫足球俱樂部日常辦公室遷往浦東源深體育中心體育場西區。2015賽季，上海申鑫主場再度迁至整修後的浦東源深體育中心體育場。
2015年，上海上港先后签下了孔卡、吉安、金周荣、于海、石柯等内外援补充阵容，并喊出了争冠的口号。2015年5月9日首场上海德比，申花队的吕征、柏佳骏和李建滨先后被红牌罚下，最终8人作战的申花客场0-5负于上港，创下申花在上海德比有史以来的最大比分失利。这场比赛当值主裁马宁的多次判罚受到争议，更在比赛中出示了9张黄牌和3张红牌。这场比赛也正式宣告申花与上港球迷彻底走向敌对与冲突，而多名足球圈内人士为马宁执法的尺度掀起连串争议。
随后在同年的足协杯第五轮，申花坐镇主场迎战上港，双方在常规时间内战成3-3平，最终在点球大战中上港的吕文君罚丢点球，令球队最终7-8负于申花无缘足协杯半决赛。但随后8月24日的联赛上港却在客场2-1击败申花，首次在联赛中双杀同城对手。最终上港以65分获得联赛亚军并进入亚冠。申花则排名第6。2015年9月27日，随着主场0-4负于北京国安，上海申鑫提前3轮降级，结束了6年中超征程，成为2015赛季第一支降级的中超球队。

### 申鑫降级、申花海港德比（2016-）
2016年3月11日，首场上海德比在上海体育场打响，上港1-1战平申花。莫雷诺首开纪录，登巴巴罚丢自己制造的点球，上港的蔡慧康扳平比分。
7月17日，由申花主场对阵上港。武磊在第50分钟帮助上港领先，随后的第62分钟，登巴巴在和孙祥的一次拼抢之中摔倒，造成左腿骨折，左腿弯曲成90度，被紧急送往医院。这突如其来的事故成了比赛的转折点，申花全队开始疯狂进攻，最终在第86分钟凭借曹赟定的远射扳平比分。第93分钟莫雷诺在禁区内被汪佳捷放倒并迫使对方得到红牌，另一名哥伦比亚球星瓜林主罚点球命中。最终申花2-1实现逆转。赛后所有球员高举登巴巴的9号球衣向其致意。而赛后，有极端申花球迷前往孙祥妻子的火锅店静坐示威，险些酿成冲突。而作为事件的其中一名当事人，孙祥也在微博向登巴巴致歉。
2017年，上港以破中超纪录的6000万欧元从切尔西签下巴西中场奥斯卡，随后又签下了烏茲別克斯坦國家足球隊队长艾哈迈多夫，加上伤愈复出的浩克，进一步增强阵容。而申花更是以61.5万英镑的世界最高周薪将阿根廷球星特维斯招致麾下，让外界嗅到了一丝火药味。5月20日，升级版的上海德比在虹口足球场打响，武磊在第36分钟首开纪录，但6分钟后即被申花前锋马丁斯扳平。随着比赛的进行，申花球员的体能严重下降，上港球员的个人能力得到体现，并最终在第88分钟凭借浩克的进球反超比分。比赛补时阶段奥斯卡一脚爆射击中横梁，球弹到了回防的申花后卫李运秋的脸上反弹进网。最终上港在客场3-1击败申花。
9月16日，双方的第二回合德比移师上海体育场进行。赛前申花仅积24分排名联赛第12，上港则是以48分高居联赛第二位，实力已不可同日而语。上半场两队互交白卷，下半场却风云突变，上港队在第55分钟至第63分钟期间，由武磊、胡尔克和艾哈迈多夫连进4球，其中武磊更是梅开二度，将本赛季个人联赛进球总数提升到17个，追平其在2012年中甲联赛时单赛季进球纪录，而申花则是在第61分钟由特维斯扳回一球。随后，胡尔克和替补出场的李圣龙又取得进球。最终上港主场6-1大胜申花，让申花吞下上海德比战最惨痛失利，也是申花继2015年上海德比做客八万人0-5落败后，再次在德比战中单场净负5球，同时创下德比战单场丢球数新高。
2017年9月29日／30日，2017中国足协杯半决赛第二回合两场比赛全面开打。上海绿地申花客场1-0击败同城兄弟上海申鑫，总比分2-0晋级。而上海上港做客天河体育场挑战卫冕冠军广州恒大，以4-1获胜，总比分6-2进入决赛。至此，足协杯决赛将上演上海德比，也是足协杯23年来首次有两支来自同一座城市的球队进入决赛。
2017年11月19日，中国足协杯决赛第一回合在虹口足球场打响，上海申花依靠比赛第38分钟马丁斯的进球，1-0击败上海上港，在两回合制的比赛中占得先机。一周之后的第二回合，虽然上港在第15分钟由吕文君打进一球并将总比分扳平，但随后申花队凭借曹赟定和马丁斯在上下半场的进球，将比分反超为2-1（总比分申花3-1领先）。而在这之后，上港队又凭借胡尔克的点球和对方队长莫雷诺的乌龙，再次将比分超出为3-2，也把总比分扳成3-3平，但申花拥有两个客场进球。随后双方再无建树，上海绿地申花客场2-3惜败上海上港，在总比分3-3平的情况下，申花队凭借客场进球优势，获得2017年足协杯冠军。这也是球队时隔19年之后再次获得中国足协杯冠军，同时得以进入2018赛季亚洲足球冠军联赛的小组赛，是为申花队7年之后再次进入亚冠正赛（2017年于附加赛被淘汰）。
2018年3月31日，根寶足球基地1999-2000年齡段梯隊整體轉讓給上海綠地申花足球俱樂部。2018年的两场上海德比，上港在主客场以两个2-0双杀申花。两场比赛都未出现之前几次德比的火爆状态，而上港申花在赛季成绩上的巨大反差也让上海德比失去了原有的气氛。2018年11月7日，上港在上海體育場擊敗北京人和（前身上海國際）後，以29戰積68分的成績，提前一輪獲得2018年中超聯賽冠軍，打破廣州恒大對中超長達7年的冠軍壟斷，也是自上海申花奪得1995年甲A冠軍後（申花2003年的冠軍被剝奪）上海23年以來獲得的首座中國足球頂級聯賽冠軍。
2019年3月1日，中超第一輪，就迎來了上海德比，最終10人作戰的申花主場0-4負於上海上港，創下上海德比歷史上申花在虹口的最大比分失利，也是申花隊在德比戰中首次淨負4球。比賽進行到第68分鐘，申花的後衛柏佳駿拼搶中肘擊上港外援奧斯卡，而與奧斯卡同時倒地的孫世林也有擊打奧斯卡的動作。當時主裁判對柏佳駿出示了紅牌。賽後，申花俱樂部率先對犯規球員予以處罰，兩人被降入預備隊，並罰款30萬元。3月7日，中國足協開出重磅罰單，上海申花球員柏佳駿被停賽5場，並罰款人民幣5萬元；孫世林停賽4場，並罰款人民幣4萬元。2019年7月6日，中超第二回合上海德比在上海體育場打響，最終上海上港以3比1戰勝申花，連續第三個賽季雙殺對手。自從2013賽季升上中超至今，七個賽季中，兩隊在聯賽層面一共交手14次，但從沒有一次德比，比這一次更和諧、更沒有懸念。賽前48小時，上海上港俱樂部在微博上發布了本輪聯賽的賽前海報，主題「一個都不能少」，並配文「致·最高的敬意，是全力以赴；祈·最美好的祝福，是一個都不能少」，一天後，又發布了同主題的預告片。比賽結束後，上海體育場內26000余名球迷異口同聲、齊聲高呼：「申花加油！」。
2020賽季中超第二階段冠軍組，引人矚目的上海灘德比10月18日/23日在蘇州戰罷。第一回合，雙方戰成0比0，顏駿淩在防守時被申花球員畢津浩的手臂擊中面部導致眼部受傷。10月20日，俱樂部安排顏駿淩回到上海接受相關專家會診後確認，他將接受眼部手術，並需要較長時間恢復。第二回合，戰火由場內延伸到場外：原上海申花球員姚力君酒後辱罵、毆打上海上港球迷，雖然警方很快介入並及時控製，但這已超出足球和德比戰的行為，很容易成為引爆雙方球迷的導火索，好在這場萬眾矚目的比賽最終回歸正軌——用一場無爭議、高水平的對抗，為中超高水平賽事打了樣，雙方120分鐘打成1比1，兩回合總比分1比1，比賽進入點球大戰。最終，上海上港隊在點球大戰笑到最後，以5比4贏得點球大戰，最終挺進2020賽季中超四強。整場比賽，申花、上港兩隊都發揮出了各自特點，同時球員都保持理性頭腦，沒有惡意犯規，向全國球迷展現上海灘德比的魅力。這場德比，也可能是2015賽季在虹口進行的足協杯雙方演繹世界波德比後，又一場堪稱經典的強低昂對抗。
中國足協於2020年12月14日發布了《關於各級職業聯賽實行俱樂部名稱非企業化變更的通知》，上海上港易名為上海海港足球俱樂部，上海綠地申花復名為上海申花足球俱樂部。2021年5月5日，中超聯賽第3輪迎來一場萬眾矚目的上海德比；最終，憑借著穆伊的遠射，海港一度以1比0領先；但在終場之前，買提江吃到紅牌，呂文君拉倒莫雷諾被判罰點球，巴索戈主罰命中，雙方以1比1握手言和。2021年7月31日，中超第10輪的焦點戰中，憑借著李聖龍金子般的進球，上港1-0力克申花，贏得了上海灘德比的勝利。2021年11月3日，憑借著呂文君、楊世元、賀慣、保利尼奧和劉祝潤的進球，海港在足協杯半決賽首回合的比賽中5-1狂勝同城球隊申花。不過，臨近比賽結束階段，兩隊爆發了一次場上沖突，主裁判觀看VAR之後，掏出了兩張紅牌，將奧斯卡、孫世林兩人罰下。看似是各打五十大板，實際上對海港的損失顯然大得多，畢竟奧斯卡是海港絕對的進攻組織核心。這個判罰令人頗為費解，作為球隊隊長的奧斯卡，在沖突中的意圖是保護倒地的隊友，並沒有過分的動作。2021年11月7日15：30，2021年中國足協杯半決賽次回合比賽繼續進行，上海海港迎戰上海申花。比賽中劉祝潤破門得分，魏震染紅，趙明劍扳平，雙方1-1平。最終兩回合總比分海港6-2淘汰申花晉級決賽。
2022年3月上海市2019冠狀病毒病聚集性疫情，上海申花隊在疫情下能在全封閉的康橋基地堅持訓練，備戰受疫情影響相對不大；相比之下，海港隊在世紀公園的訓練基地，根本達不到封閉管理等防疫要求，隊員從3月中旬就馬放南山居家隔離，直到5月8日全隊才前往大連賽區。抵達大連後，作為來自上海的球隊，依舊要接受10天隔離觀察，直到5月18日全隊才實現第一次合練。相比其余球隊已連續合練近100天，如今正常訓練不到15天的上海海港隊，身體對抗、體能儲備的差距非常明顯。2022年6月8日晚上19：30，中超第二輪迎來上海德比，上海申花對陣上海海港。下半場曹赟定分別助攻巴索戈和楊旭破門得分，最終申花2-0戰勝海港取得兩連勝。2022年6月29日，中超聯賽大連賽區展開一場申城德比大戰，在開場19分鐘就宣告丟球的情況下，海港憑借著顏駿淩的神奇發揮和外援恩迪亞耶命中的點球，以1比1戰平上海申花。
2023年，久事集團接手上海申花足球俱樂部後主場遷至久事集團旗下自己擁有的場館改造一新的上海體育場，上海海港足球俱樂部的主場遷至中國國內首座為中超聯賽俱樂部量身打造的現代化專業足球場——位於金橋鎮的浦東足球場與訓練基地。4月30日，中超聯賽第4輪，上海海港迎戰上海申花。第29分鐘，武磊頭球破門；第69分鐘，替補出場的於漢超扳平比分。最終，上海海港1-1戰平上海申花。7月29日，中超第19輪，上海海港客場上海體育場5-0戰勝上海申花。2023年10月29日，海港在浦東足球場半場結束前4分鐘3紅的情況下戰平山東泰山後，以29戰積60分的成績，提前一輪獲得2023年中超聯賽冠軍。2023年11月25日，2023中國足協杯決賽在蘇州奧林匹克體育場進行，憑借老將於漢超的進球，上海申花隊1:0戰勝衛冕冠軍山東泰山隊，隊史第四次奪得足協杯冠軍。這樣，兩支上海球隊順利會師2024賽季超級杯。
2024年2月25日，上海申花以1-0戰勝上海海港，奪得超級杯冠軍。由海港、申花聯袂上演的第29次上海德比，2024年4月27日以1比1收場，兩隊在上半場0比0戰平，下半場各進一球。盡管只是平局，但火爆氣氛、精彩比賽、懸念疊起，讓這場上海德比收獲全國關註，上海足球、上海體育乃至上海這座城市成為大贏家。8月17日晚，中超聯賽一場焦點戰打響。上海申花坐鎮主場迎戰上海海港，最終海港在被紅牌罰下一人的情況下，未能保住一球領先的優勢，在這場德比大戰中1比3被申花逆轉。9月25日晚，上海浦東足球場上演一場萬眾矚目的足協杯半決賽，在本賽季第四次上演的上海德比大戰中，上海海港在主場以3比2擊敗上海申花，挺進足協杯決賽。2024年11月2日，上海海港在浦東足球場5-0天津津門虎後，以30戰積78分的成績衛冕2024年中超聯賽冠軍，上海申花以30戰積77分的成績獲得亞軍。2024年11月23日，上海海港3-1山東泰山，隊史首奪足協杯冠軍，成為賽季雙冠王。這樣，2025賽季超級杯雙冠得主上海海港將對陣聯賽亞軍上海申花，兩支上海球隊連續兩年順利會師超級杯。
2025年2月7日晚，2025中國足協超級杯在江蘇昆山奧體中心體育場拉開戰幕。衛冕冠軍上海申花隊在補時階段連入兩球，以3:2逆轉上賽季中超和足協杯雙料冠軍上海海港隊，隊史第5次奪得超級杯冠軍。2025年4月6日晚，中超聯賽第5輪，上海海港1-1戰平上海申花。2025年6月22日晚，2025年中國足協杯八分之一決賽，上海海港坐鎮主場，迎來和上海申花的德比大戰，最終申花以3比2獲勝晉級。2025年8月9日晚，中超聯賽第20輪上演焦點戰，60031名觀眾湧入上海申花的主場上海體育場，見證這場刷新申花主場上座紀錄的上海德比。

## 上海德比交战记录（顶级及次级联赛球队）
| 日期           | 赛事   | 主队         | 比分       | 客队         | 比赛场地       |
| -------------- | ------ | ------------ | ---------- | ------------ | -------------- |
| 1996年4月13日  | 甲B    | 上海浦东     | 0-0        | 上海豫园     | 川沙体育场     |
| 1996年8月10日  | 甲B    | 上海豫园     | 1-1 3-0    | 上海浦东     | 江湾体育场     |
| 1997年3月15日  | 甲B    | 上海浦东     | 2-3        | 上海豫园     | 川沙体育场     |
| 1997年5月10日  | 足协杯 | 上海豫园     | 4-1        | 上海浦东     | 闸北体育场     |
| 1997年5月18日  | 足协杯 | 上海浦东     | 1-0        | 上海豫园     | 川沙体育场     |
| 1997年7月26日  | 甲B    | 上海豫园     | 0-2        | 上海浦东     | 闸北体育场     |
| 1998年5月2日   | 甲B    | 上海航星     | 3-0        | 上海浦东     | 奉贤体育场     |
| 1998年9月12日  | 甲B    | 上海浦东     | 2-1        | 上海航星     | 川沙体育场     |
| 2002年3月9日   | 甲A    | 上海申花     | 0-2        | 上海中远     | 虹口足球场     |
| 2002年8月15日  | 甲A    | 上海中远     | 3-0        | 上海申花     | 上海体育场     |
| 2003年7月16日  | 甲A    | 上海中远     | 2-1        | 上海申花     | 上海体育场     |
| 2003年11月9日  | 甲A    | 上海申花     | 4-1        | 上海国际     | 虹口足球场     |
| 2004年2月22日  | A3     | 上海申花     | 1-1        | 上海国际     | 虹口足球场     |
| 2004年5月30日  | 中超   | 上海国际     | 1-1        | 上海申花     | 上海体育场     |
| 2004年10月17日 | 中超   | 上海申花     | 3-2        | 上海国际     | 虹口足球场     |
| 2005年4月24日  | 中超   | 上海申花     | 1-0        | 上海国际     | 虹口足球场     |
| 2005年4月29日  | 中超   | 上海中邦     | 1-0        | 上海申花     | 源深体育场     |
| 2005年5月19日  | 中超杯 | 上海中邦     | 1-4        | 上海申花     | 奉贤体育场     |
| 2005年5月29日  | 中超杯 | 上海申花     | 3-1        | 上海中邦     | 嘉定体育场     |
| 2005年7月7日   | 中超   | 上海中邦     | 1-2        | 上海国际     | 源深体育场     |
| 2005年8月27日  | 中超   | 上海国际     | 1-2        | 上海申花     | 上海体育场     |
| 2005年9月1日   | 中超   | 上海申花     | 3-0        | 上海中邦     | 虹口足球场     |
| 2005年10月30日 | 中超   | 上海国际     | 3-0        | 上海中邦     | 上海体育场     |
| 2006年3月30日  | 中超   | 上海申花     | 0-0        | 上海联城中邦 | 虹口足球场     |
| 2006年7月22日  | 中超   | 上海联城中邦 | 1-1        | 上海申花     | 源深体育场     |
| 2009年4月11日  | 中甲   | 上海东亚     | 2-0        | 上海浦东中邦 | 上海体育场     |
| 2009年8月21日  | 中甲   | 上海浦东中邦 | 2-1        | 上海东亚     | 源深体育场     |
| 2010年5月1日   | 中甲   | 上海浦东中邦 | 0-0        | 上海东亚     | 源深体育场     |
| 2010年8月28日  | 中甲   | 上海东亚     | 4-1        | 上海浦东中邦 | 上海体育场     |
| 2012年5月12日  | 中超   | 上海申花     | 0-0        | 上海申鑫     | 虹口足球场     |
| 2012年9月22日  | 中超   | 上海申鑫     | 1-1        | 上海申花     | 金山足球场     |
| 2013年3月17日  | 中超   | 上海申鑫     | 0-1        | 上海申花     | 源深体育场     |
| 2013年4月28日  | 中超   | 上海申花     | 2-1        | 上海上港集团 | 虹口足球场     |
| 2013年6月2日   | 中超   | 上海申鑫     | 1-6        | 上海上港集团 | 源深体育场     |
| 2013年7月13日  | 中超   | 上海申花     | 2-0        | 上海申鑫     | 虹口足球场     |
| 2013年8月24日  | 中超   | 上海上港集团 | 0-1        | 上海申花     | 上海体育场     |
| 2013年10月5日  | 中超   | 上海上港集团 | 0-1        | 上海申鑫     | 上海体育场     |
| 2014年3月9日   | 中超   | 上海申鑫     | 0-2        | 上海绿地申花 | 金山足球场     |
| 2014年3月16日  | 中超   | 上海上港集团 | 5-1        | 上海申鑫     | 上海体育场     |
| 2014年4月26日  | 中超   | 上海上港集团 | 1-1        | 上海绿地申花 | 上海体育场     |
| 2014年7月26日  | 中超   | 上海绿地申花 | 2-0        | 上海申鑫     | 虹口足球场     |
| 2014年7月30日  | 中超   | 上海申鑫     | 1-3        | 上海上港集团 | 金山足球场     |
| 2014年8月6日   | 足协杯 | 上海绿地申花 | 4-2        | 上海申鑫     | 虹口足球场     |
| 2014年8月31日  | 中超   | 上海绿地申花 | 1-1        | 上海上港集团 | 虹口足球场     |
| 2015年3月8日   | 中超   | 上海绿地申花 | 6-2        | 上海申鑫     | 虹口足球场     |
| 2015年3月15日  | 中超   | 上海申鑫     | 0-2        | 上海上港集团 | 源深体育场     |
| 2015年5月9日   | 中超   | 上海上港集团 | 5-0        | 上海绿地申花 | 上海体育场     |
| 2015年6月28日  | 中超   | 上海申鑫     | 1-1        | 上海绿地申花 | 源深体育场     |
| 2015年7月5日   | 中超   | 上海上港集团 | 2-0        | 上海申鑫     | 上海体育场     |
| 2015年8月19日  | 足协杯 | 上海绿地申花 | 3-3 (5-4)p | 上海上港集团 | 虹口足球场     |
| 2015年8月23日  | 中超   | 上海绿地申花 | 1-2        | 上海上港集团 | 虹口足球场     |
| 2016年3月11日  | 中超   | 上海上港集团 | 1-1        | 上海绿地申花 | 上海体育场     |
| 2016年7月17日  | 中超   | 上海绿地申花 | 2-1        | 上海上港集团 | 虹口足球场     |
| 2017年5月20日  | 中超   | 上海绿地申花 | 1-3        | 上海上港集团 | 虹口足球场     |
| 2017年8月15日  | 足协杯 | 上海绿地申花 | 1-0        | 上海申鑫     | 虹口足球场     |
| 2017年9月16日  | 中超   | 上海上港集团 | 6-1        | 上海绿地申花 | 上海体育场     |
| 2017年9月29日  | 足协杯 | 上海申鑫     | 0-1        | 上海绿地申花 | 金山足球场     |
| 2017年11月19日 | 足协杯 | 上海绿地申花 | 1-0        | 上海上港集团 | 虹口足球场     |
| 2017年11月26日 | 足协杯 | 上海上港集团 | 3-2        | 上海绿地申花 | 上海体育场     |
| 2018年3月10日  | 中超   | 上海绿地申花 | 0-2        | 上海上港集团 | 虹口足球场     |
| 2018年8月11日  | 中超   | 上海上港集团 | 2-0        | 上海绿地申花 | 上海体育场     |
| 2019年3月1日   | 中超   | 上海绿地申花 | 0-4        | 上海上港集团 | 虹口足球场     |
| 2019年7月6日   | 中超   | 上海上港集团 | 3-1        | 上海绿地申花 | 上海体育场     |
| 2020年10月18日 | 中超   | 上海绿地申花 | 0-0        | 上海上港集团 | 苏州奥体中心   |
| 2020年10月23日 | 中超   | 上海上港集团 | 1-1 (5-4)p | 上海绿地申花 | 苏州奥体中心   |
| 2021年5月5日   | 中超   | 上海申花     | 1-1        | 上海海港     | 苏州体育中心   |
| 2021年7月31日  | 中超   | 上海海港     | 1-0        | 上海申花     | 苏州奥体中心   |
| 2021年11月3日  | 足协杯 | 上海申花     | 1-5        | 上海海港     | 大连体育中心   |
| 2021年11月7日  | 足协杯 | 上海海港     | 1-1        | 上海申花     | 大连体育中心   |
| 2022年6月8日   | 中超   | 上海申花     | 2-0        | 上海海港     | 大连普湾体育场 |
| 2022年6月29日  | 中超   | 上海海港     | 1-1        | 上海申花     | 大连金州体育场 |
| 2023年4月30日  | 中超   | 上海海港     | 1-1        | 上海申花     | 浦东足球场     |
| 2023年7月29日  | 中超   | 上海申花     | 0-5        | 上海海港     | 上海体育场     |
| 2024年2月25日  | 超级杯 | 上海海港     | 0-1        | 上海申花     | 虹口足球场     |
| 2024年4月27日  | 中超   | 上海海港     | 1-1        | 上海申花     | 浦东足球场     |
| 2024年8月17日  | 中超   | 上海申花     | 3-1        | 上海海港     | 上海体育场     |
| 2024年9月25日  | 足协杯 | 上海海港     | 3-2        | 上海申花     | 浦东足球场     |
| 2025年2月7日   | 超级杯 | 上海海港     | 2-3        | 上海申花     | 昆山奥体中心   |
| 2025年4月6日   | 中超   | 上海海港     | 1-1        | 上海申花     | 浦东足球场     |
| 2025年6月22日  | 足协杯 | 上海海港     | 2-3        | 上海申花     | 浦东足球场     |
| 2025年8月9日   | 中超   | 上海申花     | 1-2        | 上海海港     | 上海体育场     |